# لوغان ستوتز
لوغان ستوتز (بالإنجليزية: Logan Stutz)‏ مواليد 27 مايو 1988 في بلو سبرينغز، هو لاعب كرة سلة أمريكي. بدأ مسيرته الاحترافية في سنة 2011. يلعب مع وندسور إكسبرس في دوري كندا الوطني لكرة السلة كلاعب وسط. يحمل الرقم 3. يبلغ طوله 6 قدم 9 بوصة (2.1 م).

## المسيرة الاحترافية
لعب مع نادي فونباو لكرة السلة في موسم 2012–2013، ثم لعب مع نادي لوليو لكرة السلة في سنة 2013، ثم لعب مع نادي فونباو لكرة السلة في سنة 2015، ثم لعب مع نياغرا ريفر ليونز في سنة 2015.